# Mesanthemum pilosum
Mesanthemum pilosum är en gräsväxtart som beskrevs av Kimp. Mesanthemum pilosum ingår i släktet Mesanthemum och familjen Eriocaulaceae. Inga underarter finns listade i Catalogue of Life.